# Mosquée Agha Bozorg

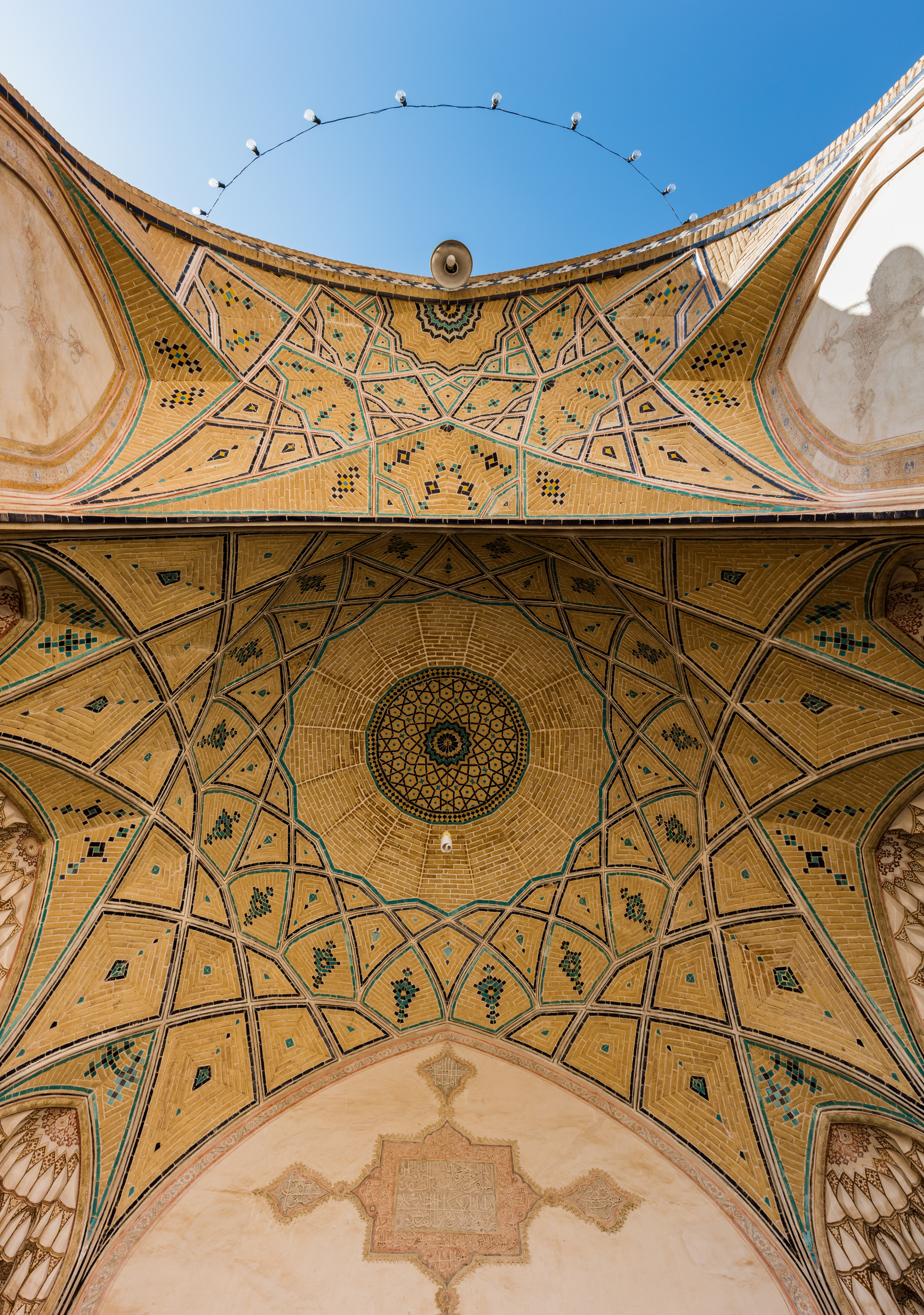
Une vue de dessous.

Une vue d'intérieur.

La mosquée Agha Bozorg (persan : مسجد آقا بزرگ Masjed-e Āghā Bozorg) est une mosquée historique de la ville de Kashan, en Iran. Elle a été construite à la fin du XVIIIe siècle par Ustad Haj Sa'ban-ali. La mosquée et l'école théologique (madreseh) sont situées au centre de la ville.